# (5598) Carlmurray
(5598) Carlmurray est un astéroïde de la ceinture principale.

## Description
(5598) Carlmurray est un astéroïde de la ceinture principale. Il fut découvert le 8 août 1991 à l'Observatoire Palomar par Henry E. Holt. Il présente une orbite caractérisée par un demi-grand axe de 2,19 UA, une excentricité de 0,11 et une inclinaison de 5,0° par rapport à l'écliptique.

## Compléments